# テザリング
テザリング（英: tethering）、またはphone-as-modem (PAM) とは、WANに接続する機能を有するモバイル端末（携帯電話回線に接続されたスマートフォンなど）をアクセスポイントとして設定し通信を中継することにより、その端末とLAN等で接続された機器をインターネットに接続することである。

## 概要
典型的な例としては、スマートフォンなどのWWANに接続可能なモバイル端末を、ネットワークブリッジとして動作するように設定し、そのモバイル端末とパソコンなどの機器を接続することにより、モバイル端末を経由してインターネットに接続できるようにする。モバイル端末とパソコンなどの機器の間の接続は、USBによる有線接続のほか、Bluetoothや無線LANなどを使うことができる。別途データ通信専用にSIMカードを入手及び契約することなく、スマートフォンによる接続のみでパソコンなどをインターネットに接続できるメリットがある。

### 携帯電話会社のテザリング
携帯電話会社では、主に、4つのテザリングを用意している。
- Wi-Fiテザリング

au（KDDI/沖縄セルラー電話連合）やソフトバンクモバイルでは、「アクセスポイント（Wi-Fiルーター）としてインターネット接続できる」（ソフトバンクモバイル）などと、ルーターとしての機能であることを明記している。
複数台同時で高速通信が可能な反面、テザリング元に使用している端末の電力消費負担が重い。
- Bluetoothテザリング

通信速度が遅い代わりに、テザリング元の端末の電力消費が軽い。
- USBテザリング

有線に縛られる代わりに、電源を持つ端末を介して充電が可能。回線速度は使用するケーブルの規格に依存する。
- 有線LANテザリング

Android 11で対応した。USB-Cイーサネットアダプタを接続することで、有線LANによるテザリングができる。

## Androidにおけるテザリング
第3.5世代携帯電話では、Androidではバージョン2.2より標準でテザリングが利用できるとしているが、日本メーカーが日本国内で販売するスマートフォンではこの機能が通常の機能設定メニューに表示されなかったり、機能があっても使用ができないなどしていた。2010年から、NTTドコモのタブレット端末Optimus Padやイー・モバイルのスマートフォンHTC AriaとPocket WiFi Sなど、日本においてもテザリングが利用できるようになった。2011年夏のモデルではNTTドコモが一部のスマートフォンでテザリングが提供されているが、料金に関しては、通常のパケット通信上限はパケ・ホーダイ フラットでは5,460円だが、テザリング利用時は上限7,080円であった。
第3.9世代携帯電話では、NTTドコモのXi（LTE）やKDDI
の+WiMAXにはテザリングの規制はない。LTEは携帯電話4事業者とともに定額通信量7GBとこれを超えたときの2GB単位の従量課金の料金体系を採用している。なおKDDIとソフトバンクの4G LTE機種はテザリングオプションがあり、契約することによりテザリングが利用できる上に、定額通信量7GBとは別に500MBの追加がある。ただし従量課金をしない場合は128Kbpsに速度が落とされる。
Wi-Fiは第3.9世代携帯電話のほとんどの機種で出来る（ただしソフトバンクのSoftbankブランド、およびY!mobileブランド向けフィーチャーフォンのDIGNOケータイ 501KC、およびDIGNOケータイ 502KCは例外）。一部の機種ではUSBにも接続できるものがあるが、最近ではBluetoothでも接続できる機種もある。Bluetoothで接続する場合はプロファイルがパーソナル・エリア・ネットワークで、ネットワーク・アクセス・ポイント（NAP）に対応していることが必要で、相手機器側はパーソナル・エリア・アクセス・ユーザー（PANU）に対応していることが必要となっている。
外国メーカー製のスマートフォンなどでは、それ以前からテザリング機能に対応しているものがあるが、同機能を有効にすると、スマートフォンの使用料金内でパソコン等でのインターネットが事実上無料で利用できることになる。通信量が多いこれらの機器のトラフィックが通信回線に流れ込むことにより混雑が懸念されることなどから、機能の利用を可能にするか否かは、携帯電話事業者の判断に委ねられている。かつては日本国内で販売されているスマートフォンのほとんどでテザリング機能を利用不可にしていた。

## iOSにおけるテザリング
iOSのバージョンが3.0になった際にOSレベルでUSBまたはBluetoothで接続することによるテザリング機能を搭載、4.2.5からはパーソナル・ホットスポットという無線LAN接続でのテザリング機能を搭載した。
ただしこの機能の利用は各通信事業者の判断にゆだねられているため、日本の場合iPhone 4SまではiPhoneの取り扱い事業者であるソフトバンク、KDDI、沖縄セルラー電話では使用できなかったが、三社ともiPhone 5から対応した。また、利用ができる事業者でもイギリスのO2のように、専用パッケージを購入した者に対し利用を許可する、アメリカのAT&Tモビリティやベライゾン・ワイヤレスのように一定の通信料を超えたら従量制料金となるなどの事例もある。また、テザリングはLTEまたは3Gのように電話回線を利用した電波を共有するサービスであり、Wi-Fi環境で受信した電波をテザリングすることは不可能である。たとえば 0001docomo のようにSIM認証が必要な en docomo wifi（パソコンなどでは利用不可）をテザリングしてパソコンで使うことは不可能である。
日本では日本通信が、SIMフリー版のiPhone 4で利用可能なmicroSIMを、talking b-microSIM Platinum Service（）の名称で2010年8月から提供している。iPhone 4単独では操作アプリなどによって最適化された速度で利用可能だが、テザリングは最大300kbps前後のベストエフォート型で提供している。
2012年発表のiPhone 5に伴い、KDDIとソフトバンクはいずれもiPhone 5の発売日である2012年9月21日よりLTEサービスを開始し（前者は「au 4G LTE」、後者は「SoftBank 4G LTE」）、両社とも「テザリングオプション」として月額525円の追加料金を支払うことによってテザリングが利用できることとなった（両社ともオプション料金が2年間無料となるキャンペーンも合わせて行う）。KDDIがiPhone 5の発売日から利用できるのに対し、ソフトバンクは2012年12月15日から利用が可能となった（オプション予約はiPhone 5の発売日から開始）。なお、ソフトバンクでのテザリングサービスはSoftBank 3G等を含めて今回が初である。
料金については、両社ともLTEプランは月間通信量7GB以降は128kbps制限となり、2GBあたり2,625円を支払う事により速度制限が解除される事になっているが、テザリングオプションに加入すると速度制限されるまでの通信量が500MB増え、月間通信量7.5GB以降が128kbps制限となる。なお、ソフトバンクのiPhone 5はテザリングオプションを契約しない限り月間通信量による制限は設けない事となったため、テザリングオプションを契約すると月間の通信量による制限も加わる事に注意が必要である。
KDDIは一部プランの契約者向けに2015年6月1日から通信量が500MB増えない代わりに永年無料になる（ただしオプションの申し込みは必要）。